# A Southern Memoir
A Southern Memoir – album winylowy nagrany przez piosenkarza Binga Crosby’ego 16 stycznia 1975 roku w TTG Studios i wydany w grudniu tego samego roku przez London Records. Muzykę wykonał Paul Smith z orkiestrą, a producentem albumu był sam Crosby.
Album został ponownie wydany w 2010 roku na płytę CD pod tytułem A Southern Memoir (Deluxe Edition).

## Lista utworów (edycja LP 1975 r.)

### strona 1
| 1. | „On the Alamo”                   | 3:23  |
|    |                                  |       |
| 2. | „Alabamy Bound”                  | 2:14  |
|    |                                  |       |
| 3. | „Where the Morning Glories Grow” | 2:15  |
|    |                                  |       |
| 4. | „Stars Fell on Alabama”          | 3:03  |
|    |                                  |       |
| 5. | „Carolina in the Morning”        | 3:07  |
|    |                                  |       |
| 6. | „Swanee”                         | 2:15  |
|    |                                  |       |
|    |                                  | 16:17 |
|    |                                  |       |

### strona 2
| 1. | „Way Down Yonder in New Orleans”   | 2:23  |
|    |                                    |       |
| 2. | „Georgia on My Mind”               | 2:48  |
|    |                                    |       |
| 3. | „Cryin' for the Carolines”         | 3:24  |
|    |                                    |       |
| 4. | „She Is the Sunshine of Virginia”  | 2:23  |
|    |                                    |       |
| 5. | „When It's Sleepy Time Down South” | 2:48  |
|    |                                    |       |
| 6. | „Sailing Down the Chesapeake Bay”  | 2:24  |
|    |                                    |       |
|    |                                    | 16:10 |
|    |                                    |       |

## Lista utworów (edycja CD 2010 r. –Deluxe Edition)
Wersja albumu z 2010 roku zawierała wszystkie utwory z oryginalnego albumu LP z 1975 roku, a także nowe utwory bonusowe:
| 1. | Bing's South Texas Quail Hunting Medley:     |
| 1A | „Galway Bay”                                 |
| 1B | „Mack The Knife”                             |
| 1C | „The Surrey With The Fringe On Top”          |
| 1D | „The Pleasure Of Your Company”               |
| 2. | „On The Alamo” (Alternate Version)           |
| 3. | „Alabamy Bound” (Alternate Version)          |
| 4. | „Stars Fell On Alabama” (Alternate Version)  |
| 5. | „Swanee” (Alternate Version)                 |
| 6. | „Georgia On My Mind” (Original Lp Edit)      |
| 7. | „Sleepy Time Down South” (Alternate Version) |

## Twórcy
- Bing Crosby (wokal, producent);
- Paul Smith (fortepian, dyrygent);
- Frank Capp (perkusja);
- Tony Rizzi (gitara, sesja 16 stycznia);
- Allen Reuss (gitara, sesja 21 stycznia);
- Joe Valenti (trąbka);
- Monty Budwig (bas);
- Dick Nash (puzon);
- Larry Bunker (perkusja, sesja 16 stycznia);
- Vic Feldman (perkusja, sesja 21 stycznia);
- Dominic Mumolo (saksofon);
- Don Raffell (saksofon),
- Johnny Rotella (saksofon).